# Otto al IV-lea al Sfântului Imperiu Roman
Otto al IV-lea  (n. 1175, Braunschweig, Brunswick-Wolfenbüttel⁠(d) – d. 19 mai 1218, Harzburg⁠(d), Saxonia Inferioară, Germania) a fost unul dintre cei doi rivali Regi ai Romanilor (Rex Romanorum) din 1198, singur rege din 1208, Rege al Italiei din 1208 și Împărat al Sfântului Imperiu Roman din 1209. A fost singurul rege din Dinastia Welfilor, fiind detronat în anul 1215.
S-a născut în Normandia, fiu al lui Henric Leul Duce de Bavaria și Saxonia și a Matildei Plantagenet. A crescut în Anglia la curtea Regelui Henric al II-lea. La moartea Împăratului Henric VI Filip, Duce de Suabia a fost ales Rege al Germaniei dar forțele opuse acestuia, susținute de Papa Inocențiu al III-lea îl susțin pe Otto. Acesta este ales Rege la Köln și este încoronat la Aachen pe data de 12 iulie.
Aceste alegeri au antrenat imperiul în conflictul dintre Anglia și Regatul Franței, Filip fiind susținut de Regele Franței. În urma înfrângerii Angliei, Otto și-a pierdut ajutorul acesteia și rând pe rând majoritatea aliaților săi au trecut de partea lui Filip. În 1208 Filip este ucis, iar Otto se împacă cu familia acestuia, logodindu-se cu fiica acestuia Beatrice. În noiembrie 1208 este confirmat de către toți principii electori, iar în octombrie 1209 este încoronat împărat.
În ciuda promisiunilor anterioare, odată ajuns împărat, încearcă să întărească puterea imperială în detrimentul puterii papale. Pentru aceasta, intră în conflict cu papalitatea fiind excomunicat în 1210. În 1211 încearcă să cucerească Regatul Siciliei condus de Frederic, fiul fostului împărat Henric VI. Acesta, sprijinit de Papă și de regele Franței, este ales de o serie de provincii germane rege al Germaniei, iar Otto este nevoit să revină în Germania pentru a rezolva situația. După decesul soției sale Beatrice, în vara anului 1212, majoritatea aliaților îl părăsesc în favoarea lui Frederic. Acesta nu reușește să îl învingă decisiv pe Otto decât în 1214 în Bătălia de la Bouvines, Otto fiind obligat să abdice și să se retragă în posesiunile sale private din Braunschweig unde a murit în 1218.
1. ↑  Otto IV von Braunschweig, Holy Roman Emperor, The Peerage, accesat în 9 octombrie 2017
2. ↑  Otton, MAK
3. ↑  tysk-romersk kejsare Otto IV, Alvin
4. ↑  Otto (Otto IV.), Brockhaus Enzyklopädie
5. ↑  „Otto al IV-lea, Împărat al Sfântului Imperiu Roman”, Gemeinsame Normdatei, accesat în 11 decembrie 2014
6. 1 2  Kindred Britain